# Ян IV Дражице
Ян IV Дражице (1260 — 5 січня 1343) — чеський церковний діяч, єпископ Празький у 1301–1343 роках.

## Життєпис
Народився у 1260 році у маєтку Дражице. Син Грегора Дражице, заступника королівського скарбника. Походив з впливової й заможної родини. Два її представники раніше займали єпископську кафедру. Це вплинуло на молодого Яна, який замолоду стає священиком, а у 1247 році — каноніком у Празі. У 1287 році висвячений у сан диякона, а після смерті єпископа Грегора фон Вальдека у 1301 році Ян Дражице обирається новим головою Празької єпархії. Активно впливав на політичне життя Богемського королівства. Протидіяв спробам магнатів й шляхти підпорядкувати собі церкву. Для цього у 1308 році видав спеціальний статут. Незабаром після свого обрання доручив своєму капелану Франциску Празькому створити «Хроніку Празьку», тобто поєднання історичних літописів від Хроніки каноніка Козьми до літописів 1283 року.
У 1310 році підтримав кандидатуру Яна Люксембурга на богемський трон. У 1311–1312 роках брав участь у Вієннському «вселенському» соборі. У 1313 році супроводжував Люксембурга на рейхстаг у Нюрнберзі. Підтримував орден августинців, виступав проти політики ордену францисканців. Останніми у 1316 році був звинувачений неповазі до Папи римського. У 1318 році Ян Дражице вимушений був відправитися до Авіньйона, де тривалий час намагався довести невинуватість, але це вдалося лише у 1329 році. Того ж року він повертається до Праги.
Посівши знову кафедру єпископа Ян Дражице продовжує розбудову церкви, за його наказом будують кам'яні церкви та собори. У 1333 році засновано августинський монастир у Рудніце-над-Лабем. Був завзятим прихильником гуманістичного руху, сприяв поліпшенню освіти. При його підтримці почався переклад Біблії чеською мовою, який було завершено вже при наступникові — Арношті Пардубице — у 1360 році. У 1342 році видано требнік, який отримав назву «Дражицький требнік». Водночас старанно збирав єпископську бібліотеку. Помер Ян IV Дражице 5 січня 1343 року.